# Eragrostis petrensis
Eragrostis petrensis là một loài thực vật có hoa trong họ Hòa thảo. Loài này được Renvoize & Longhi-Wagner mô tả khoa học đầu tiên năm 1986.